# Ganymedes (maan)
Ganymedes is de grootste maan van Jupiter en tevens de grootste maan van het hele zonnestelsel. Ze is groter dan de planeet Mercurius, maar heeft slechts half zoveel massa als die planeet. Ganymedes is ongeveer anderhalf keer zo groot als de Maan van de Aarde, twee keer zo groot als de dwergplaneet Pluto en heeft drie vierde van de omvang van Mars. Aan de hand van het aantal kraters per vierkante kilometer wordt geschat dat de maan 3,5 tot 3 miljard jaar oud is, wat vergelijkbaar is met onze Maan. Ze is de derde van de vier zogenaamde Galileïsche manen. 

## Ontdekking
Op 11 januari 1610 werd deze maan ontdekt door Galileo Galilei. Simon Marius, die ook de ontdekking claimde, noemde de maan naar Ganymedes, de zoon van de mythische koning Tros, de stichter van Troje. Een alternatieve naam voor de maan is Jupiter III/Jupiter 3, ofwel de derde satelliet van Jupiter. 

## Baan
Ganymedes staat in een baanresonantie van 1:2:4 met de manen Europa en Io.

## Atmosfeer
Ganymedes heeft een dunne atmosfeer. Zij bestaat bijna volledig uit zuurstof, dizuurstof en ozon. Men denkt dat de zuurstof op het oppervlak van Ganymedes aangemaakt wordt doordat waterijs op het oppervlak zich door botsing met geladen deeltjes van Jupiter splitst in waterstof en zuurstof. Het waterstof ontsnapt grotendeels vanwege zijn lage atoommassa.

## Opbouw
Ganymedes bestaat voornamelijk uit stenen (met silicaat, een siliciumoxide) en ijs, waarbij een ijskorst over de stroperige mantel van mogelijk water beweegt. Voorlopige aanwijzingen van de Galileo ruimtesonde suggereren dat Ganymedes opgebouwd is uit een drielagenstructuur: een kleine gesmolten ijzeren of ijzer/zwavelkern omgeven door een rotsachtige mantel van silicaten met een ijskorst eromheen. De metaalachtige kern van Ganymedes suggereert dat er ergens in het verleden van Ganymedes veel meer verhitting geweest moet zijn dan voorheen gedacht werd. Sterker nog, het zou kunnen dat Ganymedes overeenkomt met Io met een ijslaag eromheen.

## Oppervlak

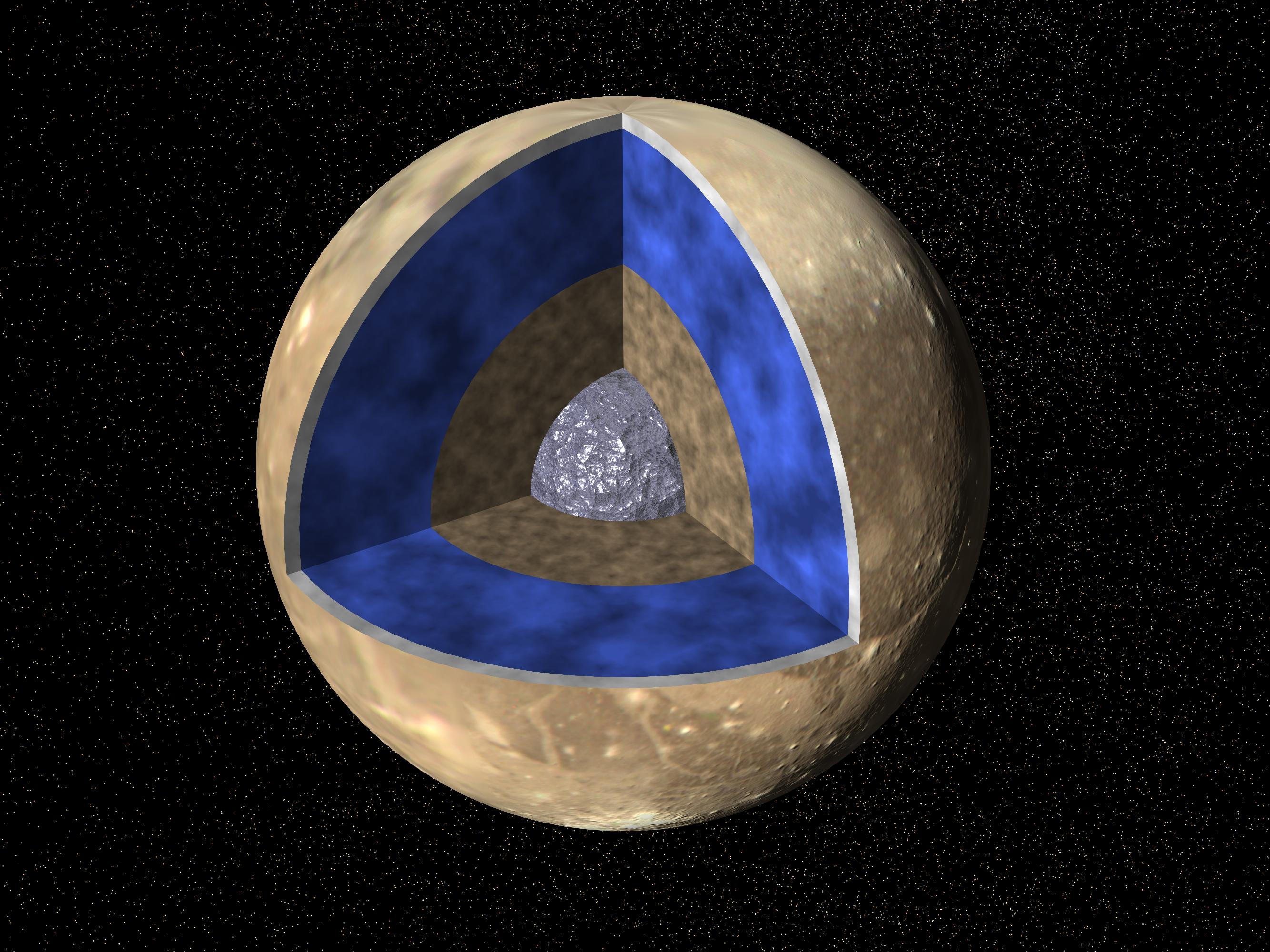
Ganymedes' opbouw

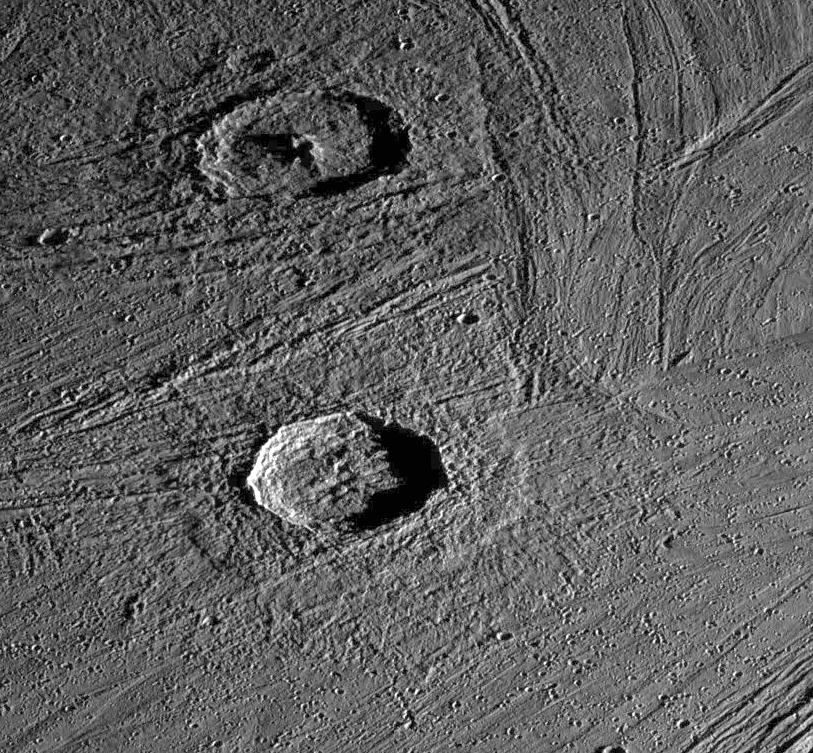
De kraters Gula en Achelous Foto:Nasa/JPL-Caltech

Het oppervlak van Ganymedes is grofweg te verdelen in twee soorten terreinen: zeer oude, hevig bekraterde donker gekleurde gebieden en (astronomisch gezien) wat jongere licht gekleurde gebieden met ribbels en groeven. 
Hun oorsprong heeft duidelijk een tektonische oorsprong; de korst van Ganymedes lijkt opgedeeld in gescheiden platen, die net zoals de tektonische platen van de aarde in staat zijn zich onafhankelijk te verplaatsen en die met elkaar wisselwerken op breuklijnen. Eigenschappen herinnerend aan oude lavastromen zijn ook waargenomen. In dit opzicht kan Ganymedes misschien beter met de Aarde vergeleken worden dan met de planeten Venus en Mars, ook al is er geen bewijs van recente tektonische activiteit. Gelijkaardige ribbels en groeven komen ook voor op Enceladus, Miranda en Ariel. De donkere gebieden zijn dan weer meer gelijkwaardig aan Callisto.
Beide typen terrein zijn overvloedig bedekt met kraters. De dichtheid van de kraters suggereert dat de leeftijd ongeveer 3,5 miljard jaar is, ongeveer hetzelfde als onze maan. Daarbij overlappen kraters soms de groeven en andersom. Relatief jonge kraters met stralen van uitgeworpen materiaal zijn ook zichtbaar. In tegenstelling tot de situatie op onze maan en op Mercurius zijn de kraters echter vrij vlak en missen ze ringvormige bergen en verzakkingen in het centrum. De oorzaak hiervan is waarschijnlijk de relatief zwakke structuur van de ijskorst van Ganymedes. Deze kan zich in de loop van de geologische tijd bewegen en daarmee het reliëf uitvlakken. De kraters in de donkere gebieden, waarvan het reliëf volledig verdwenen is staan bekend als palimpsesten. 
Een aantal kraters heeft inmiddels een naam gekregen:
Achelous, Adad, Adapa, Agreus, Agrotes, Aleyin, Ammura, Amon, Amset, Anat, Andjeti, Anhur, Antum, Anu, Anubis, Anzu, Apophis, Ashîma, Asshur, Atra-hasis, Aya, Ba'al, Bau, Bes, Chrysor, Cisti, Danel, Dendera, Diment, Ea, El, Enkidu, Enlil, En-zu, Epigeus, Erichthonius, Eshmun, Etana, Gad, Geb, Geinos, Gilgamesh, Gir, Gula, Halieus, Hapi, Harakhtes, Haroeris, Hathor, Hay-tau, Hedetet, Hershef, Humbaba, Ilah, Ilus, Irkalla, Ishkur, Isimu, Isis, Kadi, Keret, Khensu, Khepri, Khnum, Khonsu, Khumbam, Kingu, Kishar, Kittu, Kulla, Lagamal, Latpon, Lugalmeslam, Lumha, Maa, Mehit, Melkart, Min, Mir, Misharu, Mont, Mor, Mot, Mush, Nabu, Nah-Hunte, Namtar, Nanna, Nefertum, Neheh, Neith, Nergal, Nidaba, Nigirsu, Ningishzida, Ninkasi, Ninki, Ninlil, Ninsum, Nut, Osiris, Ptah, Punt, Ruti, Sapas, Sati, Sebek, Seima, Seker, Selket, Serapis, Shu, Sin, Tammuz, Tanit, Tashmetum, Ta-urt, Teshub, Thoth, Tros, Upuant, Wadjet, We-ila, Wepwawet, Zakar, Zaqar

Magnetische veldlijnen rond Ganymedes. De groene lijnen laten zien dat Ganymedes een eigen magnetisch veld heeft binnen dat van Jupiter.

## Magnetosfeer
Tijdens de eerste passage van de Galileo-ruimtesonde werd ontdekt dat Ganymedes zijn eigen magnetisch veld heeft binnen in dat van Jupiter. Het magnetisch veld wordt hoogstwaarschijnlijk op dezelfde manier opgewekt als dat van de Aarde, waarbij elektrisch geleidend materiaal in het inwendige van deze maan ronddraait. Men denkt dat dit geleidend materiaal een laag water kan zijn met een hoge zoutgraad, of anders afkomstig is van de metalen kern van Ganymedes.
Volledige lijst inclusief (nog) niet erkende manen